# Таёжный тупик
«Таёжный тупи́к» — документальная повесть советского журналиста и писателя Василия Михайловича Пескова о семье старообрядцев-отшельников Лыковых, живущих в глухой тайге без контактов с внешним миром долгие десятилетия.
Впервые издана в 1983 году в «Библиотеке „Комсомольской правды“», ISSN 0132-2133, переиздавалась в 1987, 1990, 2002, 2007 годах. Повесть написана на основе серии очерков В. М. Пескова под тем же общим названием, публиковавшихся в газете «Комсомольская правда» с 1982 года.
Это хроника жизни и реальной истории семейства старообрядцев Лыковых, обнаруженных в 1978 году живущими в срединной тайге в Западных Саянах. Они жили без связи с цивилизацией с 1938 года и были незнакомы с современной жизнью. Их младшая дочь Агафья по-прежнему (на 2020 год) живёт в лесах. На протяжении 7 лет Песков бывал у Лыковых и публиковал в «Комсомольской правде» рассказы об этих посещениях. История имела огромный резонанс в советской прессе тех лет.
Продолжение повести под названием «Новости от Агафьи» того же автора было опубликовано в марте 2009 года.

## Критика
В книге правдиво рассказывается, что несмотря на преследования царской власти до 1917 г., поселение, где жила семья Лыковых, обменивалось с остальным миром продуктами и товарами. Автор искаженно представляет последующую самоизоляцию семьи Лыковых в тайге при советской власти, как закономерное следствие церковного раскола XVII века («исторический путь») и религиозного учения, отвергающего любую власть.  В книге умалчивается, что в «таёжный тупик» семья бежала исключительно из-за преследований советской власти, неоднократно выселявших семью из обжитых мест с помощью вооружённых отрядов пограничных войск и НКВД СССР. Если бы Лыковы не укрылись в тайге, они были бы вынуждены вступить в колхоз.
В книге изложены советские пропагандистские мифы, изображавшие старообрядцев религиозными фанатиками. Указывается, что старообрядцы добровольно уходили из жизни через массовые самосожжения и от голодовок, запираясь в домах и скитах, целыми селениями и деревнями. На самом деле царская власть морила их голодом в тюрьмах Сибири и Крайнего Севера и сжигала в срубах.
Идеолог старообрядцев протопоп Аввакум Петров характеризуется в книге просто талантливым человеком. Ничего не говорится о нём, как о религиозном писателе и авторе памятника древнерусской литературы. Не сказано, что за свои убеждения он 20 лет провел в ссылках  Сибири и на Крайнем Севере, потерял 2 сыновей, последние 14 лет провел в земляной тюрьме на хлебе и воде за Полярным кругом, а затем по приказу царя вместе с 3 соратниками был сожжен заживо в срубе. Отбывавшим с ним заключение соратникам были до этого отрезаны языки и отрублены пальцы рук.
Боярыня Феодосия Прокопьевна Морозова представлена в книге, как очень богатая подруга первой жены царя, не соглашавшаяся «уступить» царю. В книге не сказано, что за свою веру по приказу царя она была  подвергнута пыткам на дыбе, сослана в монастырскую земляную тюрьму и  уморена голодом. 14 её слуг были сожжены заживо в срубе. Всё её имущество было изъято властью. Такая же судьба постигла её сестру княгиню Евдокию Урусову.